# Barmer (distrikt)
Barmer er et distrikt i staten Rajasthan i det nordlige Indien. Byen Barmer er distriktets hovedby.
Barmer-distriktet har et areal på 28.387 km² og en befolkning på 1.963.758. Distriktet ligger i det vestlige Rajasthan og har grænser til Jaiselmer mod nord, Jodhpur mod nordøst, Jalor mod syd, samt Pakistan mod vest.
26°N 71°Ø / 26°N 71°Ø